# Wladimir Fjodorowitsch Borissow
Wladimir Fjodorowitsch Borissow, russisch Владимир Фёдорович Борисов, englische Transkription Vladimir Fedorovich Borisov, (* 22. Juli 1961 im Sofrino bei Moskau; † 9. Januar 2010) war ein russischer Mathematiker.
Borissow studierte ab 1978 an der Lomonossow-Universität Mathematik mit dem Abschluss 1983 und der Promotion 1989. Er war dort ein Schüler von Michail Iljitsch Selikin. Nach dem Studium war er am Moskauer Institut für Technologie und wurde dort Professor. Er habilitierte sich 2000 (russischer Doktortitel) und befasste sich damals mit Kontrolltheorie. 2002 wurde er Professor am Korolev-Institut für Management und Volkswirtschaftslehre. In dieser Zeit wandte er sich der mathematischen Volkswirtschaftslehre zu.
Mit Selikin verfasste er eine Monographie über ein Problem der optimalen Kontrolltheorie (Chattering Control, optimale Kontrolle mit einer unendlichen Anzahl von Schaltvorgängen in endlicher Zeit).
2010 erhielt er den Ljapunow-Preis.

## Bücher
- mit M. Zelikin: Theory of chattering control with applications to Astronautics, Robotics, Economics, and Engineering, Birkhäuser 1994